# 拉克朗日
拉克朗日（法語：Racrange，法語發音：[ʁakʁɑ̃ʒ]；洛林法兰克语：Rakringe）是法国摩泽尔省的一个市镇，属于福尔巴克-布莱摩泽尔区。

## 地理
拉克朗日（48°55'22"N, 6°40'24"E）面积7.16 平方千米，位于法国大東部大區摩泽尔省，该省份为法国东北部内陆省份，是洛林的一部分，西南接默尔特-摩泽尔省，东临下莱茵省，北与卢森堡和德国接壤。
与拉克朗日接壤的市镇（或旧市镇、城区）包括：贝尔默兰、孔蒂勒、莫朗日、罗达尔布、瓦勒朗日。

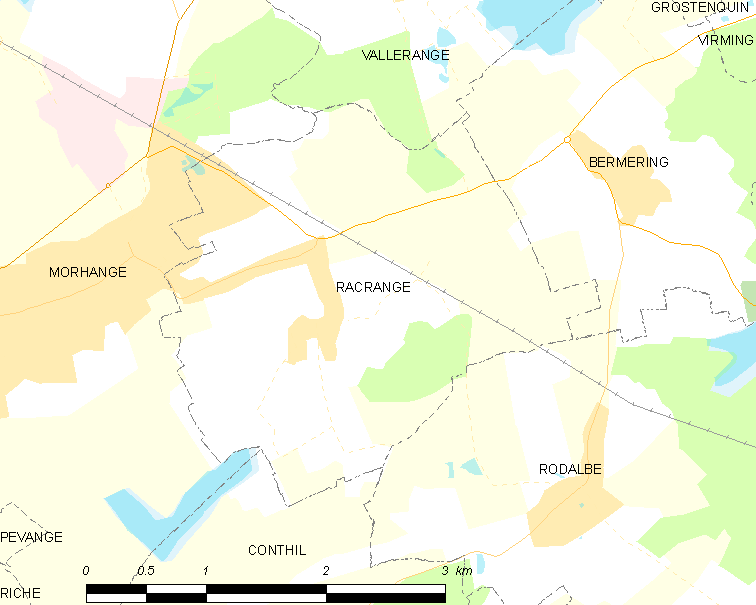
拉克朗日的OSM定位图

拉克朗日的时区为UTC+01:00、UTC+02:00（夏令时）。

## 行政
拉克朗日的邮政编码为57340，INSEE市镇编码为57560。

## 政治
拉克朗日所属的省级选区为萨拉尔布县。

## 人口

1962-2008年间拉克朗日人口变化图示

拉克朗日于2022年1月1日时的人口数量为620人。